# Tibetaanse mastiff
De Tibetaanse mastiff is een hondenras.

## Geschiedenis
De Tibetaanse mastiff of Do-Khyi (aangebonden hond) stamt uit Tibet en wordt soms als een van de oudste hondenrassen van het Oosten vernoemd. Een wetenschappelijk bewijs door mitochondriaal DNA-onderzoek is nog niet uitgevoerd. Omdat Tibet tot de annexatie in 1950 door China afgesloten was voor de buitenwereld, is te vermoeden, dat de Tibetaanse mastiff zonder verdere invloeden kon ontwikkelen.
De Tibetaanse mastiff is onder meer op antieke thangka's (wandtapijten) en schilderijen te zien, waardoor men de onveranderde type hond kan toetsen. Nauwkeurige verhalen over de Tibetaanse mastiff stammen uit de berichten van Marco Polo, die rond 1271 door Azië trok en over de hond verslag uitbracht.
Het vermoeden dat de Tibetaanse mastiff de voorouder van alle dogachtige honden is, was reeds rond 1900 door de kynologen omstreden en heeft men tot vandaag niet door gentechnische onderzoeken kunnen bewijzen.

## Uiterlijk
De Tibetaanse mastiff is een grote, niet overgrote, zeer krachtige hond. Hij komt in de kleuren zwart, goud, rood en zwart met tan voor. Een kleine witte aftekening ter hoogte van de borst en de tenen zijn toegestaan. De vacht is van grote densiteit. De ondervacht is extreem sterk en de bovenvacht is vast en samen met de ondervacht tegen elk weer bestand. Het haar rond de kop en nek vormt vooral bij reuen manen. De hond verhaart eenmaal per jaar in het voorjaar en de teven zijn eenmaal per jaar loops, doorgaans in de herfst. Het is een ras dat zich zeer langzaam ontwikkelt: teven zijn rond het derde jaar lichamelijk en geestelijk volgroeid en reuen doen daar nog een tot twee jaar langer over.
De hond vertoont een bijna kwadratische bouw met functionele hoeken tussen voor- en achterbenen en een krachtige nek. De staart wordt gekruld over de rug gedragen. De kop van de volwassen hond is zwaar en breed. De oren zijn klein tot middelgroot en hangen zijwaarts langs de kop.
De minimum schofthoogte voor teven is 61 cm en voor reuen 66 cm en het gewicht is doorgaans tussen de 45 en de 70 kg.

## Karakter
Tolerant naar kinderen, zeer gesteld op zijn eigen mensen, maar laat zijn genegenheid soms niet al te uitbundig blijken. Onverschillig en terughoudend, soms ook agressief naar vreemden. Excellente waak- en gezinshond. Niet voor beginners: hij is wel gehoorzaam, maar alleen wanneer het hem uitkomt. Eigenwijs, koppig, zeer beschermend ten opzichte van "zijn" mensen en territorium en wil altijd het laatste woord hebben. Kan blafferig zijn als hij buiten wordt gehouden. Geen kennelhond, heeft contact met zijn mensen nodig. Reuen zijn veelal dominant naar andere reuen. Het zijn geen ruziemakers en ze kunnen doorgaans goed met andere honden samen gehouden worden.

## Bijzonderheden
Opvallend kenmerk is de vrijwel geurloze vacht.
De duurste hond ter wereld, Big Splash, is ook een Tibetaanse mastiff. Een Chinees betaalde 1,6 miljoen dollar voor deze hond.
Affenpinscher ·
Aidi ·
Anatolische herder ·
Appenzeller sennenhond ·
Argentijnse dog ·
Berner sennenhond ·
Bordeauxdog ·
Boxer ·
Broholmer ·
Bullmastiff ·
Ca de Bou ·
Cane corso ·
Cão da Serra da Estrela ·
Cão de Castro Laboreiro ·
Centraal-Aziatische owcharka ·
Cimarrón Uruguayo ·
Ciobanesc Romanesc de Bucovina ·
Deens-Zweedse boerderijhond ·
Dobermann ·
Dogo Canario ·
Duitse dog ·
Duitse pinscher ·
Dwergpinscher ·
Dwergschnauzer ·
Engelse buldog ·
Entlebucher sennenhond ·
Fila brasileiro ·
Grote Zwitserse sennenhond ·
Hollandse smoushond ·
Hovawart ·
Kaukasische owcharka ·
Kraški ovčar ·
Landseer ECT ·
Leonberger ·
Mastiff ·
Mastín del Pirineo ·
Mastín español ·
Mastino napoletano ·
Middenslagschnauzer ·
Newfoundlander ·
Oostenrijkse pinscher ·
Pyrenese berghond ·
Rafeiro do Alentejo ·
Riesenschnauzer ·
Rottweiler ·
Šarplaninac ·
Shar-pei ·
Sint-bernard ·
Tibetaanse mastiff ·
Tornjak ·
Tosa ·
Zwarte Russische terriër